# Marilyn Wilson
Marilyn Joy Wilson, nach Heirat Marilyn Joy Young, (* 14. Juli 1943 in Richmond, Victoria) ist eine ehemalige australische Schwimmerin. Sie gewann bei den Olympischen Spielen 1960 in Rom die Silbermedaille mit der 4-mal-100-Meter-Lagenstaffel.

## Sportliche Karriere
Als erster Wettbewerb wurde bei den olympischen Schwimmwettbewerben in Rom die Lagenstaffel ausgetragen. Gerganiya Beckitt, Rosemary Lassig, Jan Andrew und Ilsa Konrads qualifizierten sich als Vierte ihres Vorlaufs für das Finale. Im Endlauf schwammen dann Marilyn Wilson, Rosemary Lassig, Jan Andrew und Dawn Fraser und verbesserten die Vorlaufzeit um fast zehn Sekunden. Es siegte die Staffel aus den Vereinigten Staaten in Weltrekordzeit, mit 4,8 Sekunden Rückstand gewannen die Australierinnen die Silbermedaille vor den nahezu zeitgleich ins Ziel kommenden Staffeln aus Deutschland und aus den Niederlanden. Medaillen für Einsätze in Vorläufen gab es 1960 noch nicht. Zwischen Vorlauf und Endlauf der Lagenstaffel wurden die Vorläufe über 100 Meter Rücken ausgetragen. Gerganiya Beckitt und Marilyn Wilson konnten sich als 14. und 15. der Vorläufe nicht für den Endlauf qualifizieren.